# Leyland L60
Le L60 est un moteur diesel à pistons opposés à refroidissement liquide et à injection directe conçu par Leyland à la fin des années 1950.
Il fut utilisé par les chars de combat Chieftain et Vickers Mk. 1.

## Histoire
Le L60 est dérivé du moteur d'aviation Napier Culverin (en), une version produite sous licence du moteur allemand Junkers Jumo 204, utilisé notamment par les hydravions Blohm & Voss BV 138 de reconnaissance maritime de la Luftwaffe pendant la Seconde Guerre mondiale.
Le FV4201 Chieftain devait être théoriquement posséder un moteur diesel V12 de chez Rolls-Royce, mais deux années supplémentaires étaient nécessaires pour son développement. Les concepteurs du Chieftain ont vu dans le L60 un moteur idéal pour propulser le successeur du Centurion. Outre son aspect relativement compact, combiné à une cylindrée réduite, le L60 offrait la possibilité de faire varier le rapport de compression en changeant la synchronisation des deux vilebrequins, lui permettant de fonctionner avec plusieurs types de carburants. Le moteur polycarburant était une exigence décrétée à l'époque par l'OTAN pour les futurs chars de l'Ouest.

## Caractéristiques techniques
Ce moteur deux temps comporte douze pistons, répartis dans six cylindres disposés verticalement, pour une cylindrée totale de 19 l. Un compresseur Roots étant utilisé comme soufflante à l'admission afin de chasser les gaz brûlés.
Le Chieftain devait être théoriquement propulsé par un moteur diesel V12 de chez Rolls-Royce, mais deux années supplémentaires étaient nécessaires pour son développement. Les concepteurs du Chieftain ont vu dans le L60 un moteur idéal pour propulser le successeur du Centurion. Outre son aspect relativement compact, combiné à une cylindrée réduite, le L60 offrait la possibilité de faire varier le rapport de compression en changeant la synchronisation des deux vilebrequins, lui permettant de fonctionner avec plusieurs types de carburants. Le moteur polycarburant était une exigence décrétée à l'époque par l'OTAN pour les futurs chars de combat du bloc de l'Ouest.
Sur les premiers modèles, tels les Chieftain Mark I, la puissance développée ne dépassait pas les 593 ch. À partir du Mark II, le moteur, sous l'appellation L60 Mark 6A, avait été gonflé pour atteindre les 659 ch. En octobre 1971, la puissance du L60 Mark 7A atteignit 729 ch sur le Chieftain Mark V et enfin 760 ch avec le Mark 9A en mars 1978.
Toutefois, la masse globale du char augmentant avec les années, la montée en puissance des moteurs ne put que modestement compenser la perte de performances engendrée par l'embonpoint de ces véhicules.
Au cours de sa carrière, le Chieftain a souffert d'un grande nombre de problèmes techniques liés à sa motorisation. En effet, le L60 avait été conçu pour fonctionner à un régime constant dans une atmosphère relativement saine et calme. Ces facteurs n'étant pas du tout rencontrés sur un char de combat, les secousses, les brusques accélérations et la poussière ont vite fait de pousser le L60 à ses limites. Très vite, des fissures sont apparues au niveau des chemises des cylindres, et les fuites de liquide de refroidissement ou ruptures du joint de culasse ont réduit la durée de vie de certains moteurs jusqu'à ne pas excéder les 100 km. D'autres problèmes concernaient également les ventilateurs de refroidissement et la mauvaise conception du routage des tuyaux véhiculant les liquides à l'intérieur de la structure du char.